# Przy Młynie
Przy Młynie – jedna ze wschodnich dzielnic Elbląga.

## Położenie
Przy Młynie leży we wschodniej części miasta. Sąsiaduje bezpośrednio z następującymi dzielnicami: Dębica, Warszawskie Przedmieście, Winnica oraz Witoszewo. Osiedle to wśród elblążan przyjęło taką nazwę, gdyż położone jest w bezpośrednim sąsiedztwie dawnego młyna miejskiego, należącego wówczas do Krzyżaków. W budynku, w którym wówczas mieścił się młyn, jest obecnie zakład kamieniarski. Jest to jedno z najmłodszych osiedli w Elblągu, powstało pod koniec lat 80. Malowniczo położone domki jednorodzinne wznoszą się piętrowo na jednym ze stoków Wysoczyzny Elbląskiej.

## Wykaz ulic dzielnicy
- Gałczyńskiego Konstantego
- Kraszewskiego Jana
- Łęczycka
- Reymonta Władysława

## Komunikacja
Do osiedla Przy Młynie można dojechać autobusami ZKM Elbląg linii nr 11, 15, 16, C oraz linii nocnej 100.